# إلوهيم

إلوهيم بالخط العبري.

إلوهيم (بالعبرية: אֱלֹהִים‏) (جمع إلوه אֱלוֹהַּ) هي كلمة عبرية تعني «آلهة» أو «ألوهية». على الرغم من أن الكلمة بصيغة الجمع، إلا أنها غالبًا ما تأخذ اتفاقًا لفظيًا أو ضميريًا مفردًا في الكتاب العبري، ويُشار بها إلى إله واحد، إله إسرائيل بصيغة الجمع للتعظيم. وفي آيات أخرى تشير الكلمة إلى آلهة الأمم الأخرى منفردة أو إلى آلهة بصيغة الجمع. من الناحية الصرفية، تُعد كلمة إلوهيم صيغة الجمع من كلمة إلوه وترتبط بكلمة إيل، وتتشابه مع كلمة "إل-هـ-م" الموجودة في اللغة الأوغاريتية المستخدمة لوصف الآلهة الكنعانية أبناء إيل.
كتب موسى بن ميمون أن إلوهيم التي تعني "الألوهية"، وإلوهيم التي تعني "الآلهة" تُفهمان عمومًا أنهما متجانستان. تشير إحدى النظريات الحديثة إلى أن مفهوم الألوهية خضع لتغييرات جذرية في الفترة المبكرة من الفكر الإسرائيلي وتطور الديانة العبرية القديمة. وفقًا لهذه النظرية، فإن غموض مصطلح إلوهيم يرجع لهذه التغييرات، التي أعيد فيها ترجمة مصطلح "إلوهيم" الذي استخدم قديمًا خلال القرنين السابع والسادس قبل الميلاد في مملكة يهوذا وأثناء السبي البابلي للإشارة إلى الآلهة المتعددة التي كان من بينها إله بني إسرائيل القومي إلى المصطلح الذي يشير إلى الإله الواحد الذي حدث مع ظهور اليهودية الحاخامية في القرن الثاني الميلادي. تُشير نظرية أخرى مبنية على فكرة جيسينيوس، تقول بأنه حتى قبل أن تصبح العبرية لغة منفصلة، كان الجمع إلوهيم يحمل معنى جمعي "آلهة" ومعنى مجرد يُشير إلى "الإلهية" أو "الألوهية". ثم أصبح إلوهيم يُستخدم بشكل متكرر للإشارة إلى آلهة محددة، ذكورًا وإناثًا، محليين وأجانب (مثل استخدامه للإشارة إلى إلهة الصيدونيين في سفر الملوك الأول 11: 33)، حتى انتقل المصطلح من تجسيد معنى "الألوهية" إلى معنى "الإله"، وإن ظل يُستخدم أحيانًا لتصوير صفة "الألوهية".

## التسمية
نحويًا، تُعد كلمة «إلوهيم» اسم الجمع لكلمة "إله" أو "معبود" أو كلمات أخرى مختلفة في اللغة العبرية التوراتية. في العبرية، تُضاف اللاحقة "-يم" عادةً إلى جمع المذكر. ومع ذلك، عند الإشارة إلى إله اليهود، تُفهم كلمة إلوهيم عادةً نحويًا على أنها مفرد (أي أنه تعامل معاملة المفرد). في اللغة العبرية الحديثة، غالبًا ما يُشار إليها بصيغة المفرد رغم نهايتها "-يم" التي تُضاف إلى أسماء جمع المذكر في اللغة العبرية.
يُعتقد عمومًا أن إلوهيم مشتقة من كلمة «إلوه» التي تُعد شكلًا من أشكال الاسم السامي الشمالي الغربي «إيل». تستخدم الكلمات ذات الصلة «إلوه» (אלוה) و«ئيل» (אֵל) كأسماء علم أو كضمير، يمكن استبدالها بكلمة إلوهيم. يحتوي المصطلح على "هـ" مضافة كحرف ثالث للجذر ثنائي الصوت. تتعلق النقاشات حول أصل كلمة إلوهيم بشكل أساسي بهذه التوسعة. هناك شبيه قريب لهذه التوسعة خارج العبرية موجود في كلمة «إلهم» الأوغاريتية، التي تعني «عائلة إيل» الإله الخالق ورئيس الآلهة الكنعانية، وكذلك في كلمات «إلاها» الآرامية التوراتية، وبعدها «ألاها» السريانية، و«إله» العربية. تُشتق كلمة "إل" (التي هي أساس الجذر "إ-ل-هـ") عادةً من جذر يعني "أن تكون قويًا" و/أو "أن تكون في المقدمة".

## الاستخدام
استُخدمت كلمة إلوهيم بشكل متكرر في نص التوراة. في بعض الحالات (على سبيل المثال، خروج 3: 4، "ناداه الله (إلوهيم) من وسط العليقة...")، يُتعامل معها معاملة الاسم المفرد في قواعد العبرية، ومن ثَمّ يُفهم أنها تُشير إلى إله إسرائيل الوحيد. وفي حالات أخرى، تعمل كلمة إلوهيم عمل الجمع العادي لكلمة إلوه، وتُشير إلى آلهة متعددة (على سبيل المثال، خروج 20: 3، "لا يكن لك آلهة (إلوهيم) أخرى أمامي").
وردت كلمة إلوهيم أكثر من ألفين وخمسمائة مرة في الكتاب العبري، وتتراوح معانيها بين "آلهة" بالمعنى العام (كما في خروج 12: 12، "وأصنع أحكاما بكل آلهة (إلوهيم) المصريين") إلى آلهة محددة (الإشارات المتكررة إلى يهوه باعتباره "إلوهيم" إسرائيل)، إلى السارافيم وغيرهم من الكائنات الخارقة للطبيعة، إلى أرواح الموتى التي حضّرتها المرأة حين طلب منها شاول ملك إسرائيل ذلك (صموئيل الأول 28: 13 "رأيت آلهة (إلوهيم) يصعدون من الأرض")، وحتى كإشارة إلى الملوك والأنبياء (مثل خروج 4: 16 "وهو يكون لك فمًّا، وأنت تكون له إلهًا (إلوهيم)"). تتشابه عبارة "بني إلوهيم" التي تُترجم إلى "أبناء الله"، تشابُهًا دقيقًا مع النصوص الأوغاريتية والفينيقية، التي تُشير إلى مُجمّع الآلهة.
تحتل إلوهيم المرتبة السابعة من عشرة مراتب في التسلسل الهرمي للملائكة في اليهودية التي حدّدها موسى بن ميمون في العصور الوسطى. كتب موسى بن ميمون: «يجب أن أفترض أن كل عبري [الآن] يعرف أن مصطلح إلوهيم هو مرادف، يشير إلى الله والملائكة والقضاة وحكام البلدان ...»

### في صيغة الجمع
في الكتاب العبري، صموئيل الأول 28: 13، استُخدمت إلوهيم في صيغة الجمع، حين قالت ساحرة عين دور لشاول أنها رأت إلوهيم يصعدون من الأرض عندما حضّرت روح النبي صموئيل بناء على طلب شاول. يمكن لكلمة إلوهيم، في هذا السياق، أن تشير إلى أرواح أو إلى آلهة. يقول التلمود البابلي: «تُشير إلوهيم إلى وجود روحين. أحدهما كانت لصموئيل ولكن الأخرى، لمن؟ - ذهب صموئيل وأحضر موسى معه.»، كان ذلك أيضًا تفسير الحاخام راشي لتلك الآية. ويقول الحاخام سفورنو: «كل مخلوق بلا جسد يُعرف باسم إلوهيم؛ وهذا يشمل روح البشر المعروفة باسم "صورة الله".»
في النص العبري من تكوين 20: 13، يقول إبراهيم أمام الملك الفلسطيني أبيمالك: «أتاهني الله (إلوهيم) من بيت أبي.» حيث استخدم النص صيغة الجمع مع الفعل (أي "أتاهوني" بدلًا من "أتاهني"). في حين أن الترجمة السبعينية اليونانية لها استخدمت صيغة الفعل المفرد (ἐξήγαγε)، بينما تترجمها عادةً معظم الإصدارات الإنجليزية إلى "God caused" (التي لا تميز بين الفعل المفرد أو الجمع). وفي هذا الصدد يقول التلمود الأورشليمي: «كل الأسماء المكتوبة بخصوص أبينا إبراهيم مقدسة [أي تشير إلى الإله الواحد] باستثناء واحد مُدنَس: "وحدث لما أتاهني الله (أتاهتني إلوهيم) من بيت أبي". ولكن البعض يقولون أن هذا الاسم أيضًا مقدس، [أي] "لولا الله، لكانوا [البشر] قد تاهوا بالفعل".» يظهر نفس الخلاف في رسالة سوفريم، حين أكّد حنينا ابن أخي الحاخام يشوع أن الكلمة "مقدسة". تبنّى أونكلوس وباهيا بن أشير ويعقوب بن أشير وسفورنو والحاخام ياكوف تسفي مكلنبورغ وجهة نظر بديلة أن الكلمة تعني "آلهة"، وأن الآية تعني أن نفور إبراهيم من عبادة أوثان أبيه تارح دفعه إلى اتخاذ القرار بالفرار من البيت. بينما فسّر آخرون، مثل الحاخام حزقيا بن مانوح إلوهيم على أنها إشارة إلى الحكام الأشرار مثل أمرافل (الذي يُعتبر غالبًا أنه النمرود).
في تكوين 35: 7، بني يعقوب مذبحًا في بيت إيل "لأنه هناك ظهر له (ليعقوب) الله (إلوهيم)". جاء الفعل "نيجلو" (الذي يعني "أظهر نفسه") في صيغة الجمع، رغم أن الموضع يُتوقّع أن يأتي فيه الفعل مفردًا. كانت تلك إحدى حالات متعددة استخدم فيها الكتاب العبري أفعال الجمع مع الاسم إلوهيم. سعت بعض المصادر اليهودية (مثل ترجوم يوناثان، وابن عزرا، وحزقيا بن مانوح) إلى شرح صيغة الجمع في تكوين 35: 7، حيث ترجموا إلوهيم هنا إلى "ملائكة"، وأشاروا إلى أنه في القصة المشار إليها رأى يعقوب ملاخي إلوهيم (ملائكة الله) يصعدون وينزلون السُلّم. يتفق ديفيد قمخي على أن هذه إشارة إلى الملائكة، ولكنه قدّم أيضًا وجهة نظر بديلة مفادها أن صيغة الجمع في الآية هي جمع تعظيم، كما في آيات أخرى مثل مزمور 149: 2 و أيوب 35: 10. كما يمكن رؤية استخدام كلمة إلوهيم للإشارة إلى الملائكة في مجموعة متنوعة من الحالات الأخرى، كما هو الحال في المزامير 8: 6 و 82: 1-6.

### في صيغة المفرد
عندما تعني كلمة إلوهيم «إله إسرائيل»، تأتي غالبًا في صيغة المفرد، وتُترجم عادة على أنها "الله"، وتُكتب بأحرف كبيرة. على سبيل المثال، في تكوين 1: 26: «وقال إلوهيم (تُرجمت إلى كلمة "الله" المُفردة): نعمل (صيغة جمع) الإنسان على صورتنا (صيغة جمع) كشبهنا (صيغة جمع).» في الفهم اليهودي التقليدي للآية، تُشير صيغة الجمع إلى الله في مجلسه مع ملائكته (الذين خلقهم في هذه المرحلة) قبل خلق آدم. وتجدر الإشارة أيضًا إلى أنه في الآية التالية: «فخلق الله الإنسان على صورته. على صورة الله خلقه. ذكرا وأنثى خلقهم»؛ استُخدم الفعل المفرد "بارا" (בָּרָא)، الذي يعني "خلق"، كما في جميع الأماكن الأخرى التي تناولت أعمال الخلق الواردة في سفر التكوين، للدلالة على أن الخلق الفعلي للإنسان (وكل شيء آخر) في سفر التكوين كان عملاً فريدًا من قبل الله وحده. يصف فيلهلم جيسينيوس وغيره من النحويين العبريين هذا تقليديًا بأنه الجمع الممتاز pluralis excellentiae، الذي يشبه جمع التعظيم pluralis majestatis. ويعلق جيسينيوس على أن مصطلح إلوهيم المفرد العبري يجب تمييزه عن مصطلح إلوهيم الذي يستخدم للإشارة إلى آلهة متعددة، وأوضح أن:
هناك عدد من الاستثناءات الملحوظة لقاعدة معاملة مصطلح إلوهيم كمفرد عند الإشارة إلى إله إسرائيل، مثلما في تكوين 20: 13، و تكوين 35: 7، و صموئيل الثاني 7: 23، و مزمور 58: 11، وخاصة مع صفة "الله الحي" (تثنية 5: 26 وغيرها)، التي جاءت بصفة الجمع "إلوهيم حاييم" אלהים חיים ولكنه لا يزال يأتي معها الأفعال المفردة. وفقًا لمارك ساميث، يتوافق التأرجح في معاملة إلوهيم بين صيغة المفرد والجمع مع النظرية التي طرحها غيوم بوستل (في القرن السادس عشر الميلادي) ومايكل أنجلو لانسي (في القرن التاسع عشر الميلادي)، بأن إله إسرائيل كان مفهومًا عند الكهنة القدماء بأنه إلهًا فرديًا مزدوج الجنس.
في الترجمة السبعينية وترجمات العهد الجديد، جاءت إلوهيم في صيغة المفرد ὁ θεός حتى في الحالات الأخرى، وحذت الترجمات الحديثة حذوها في إيراد كلمة "الله" مع الأفعال المفردة. كما عدّلت التوراة السامرية بعض هذه الاستثناءات.

### بمعنى الملائكة والقضاة

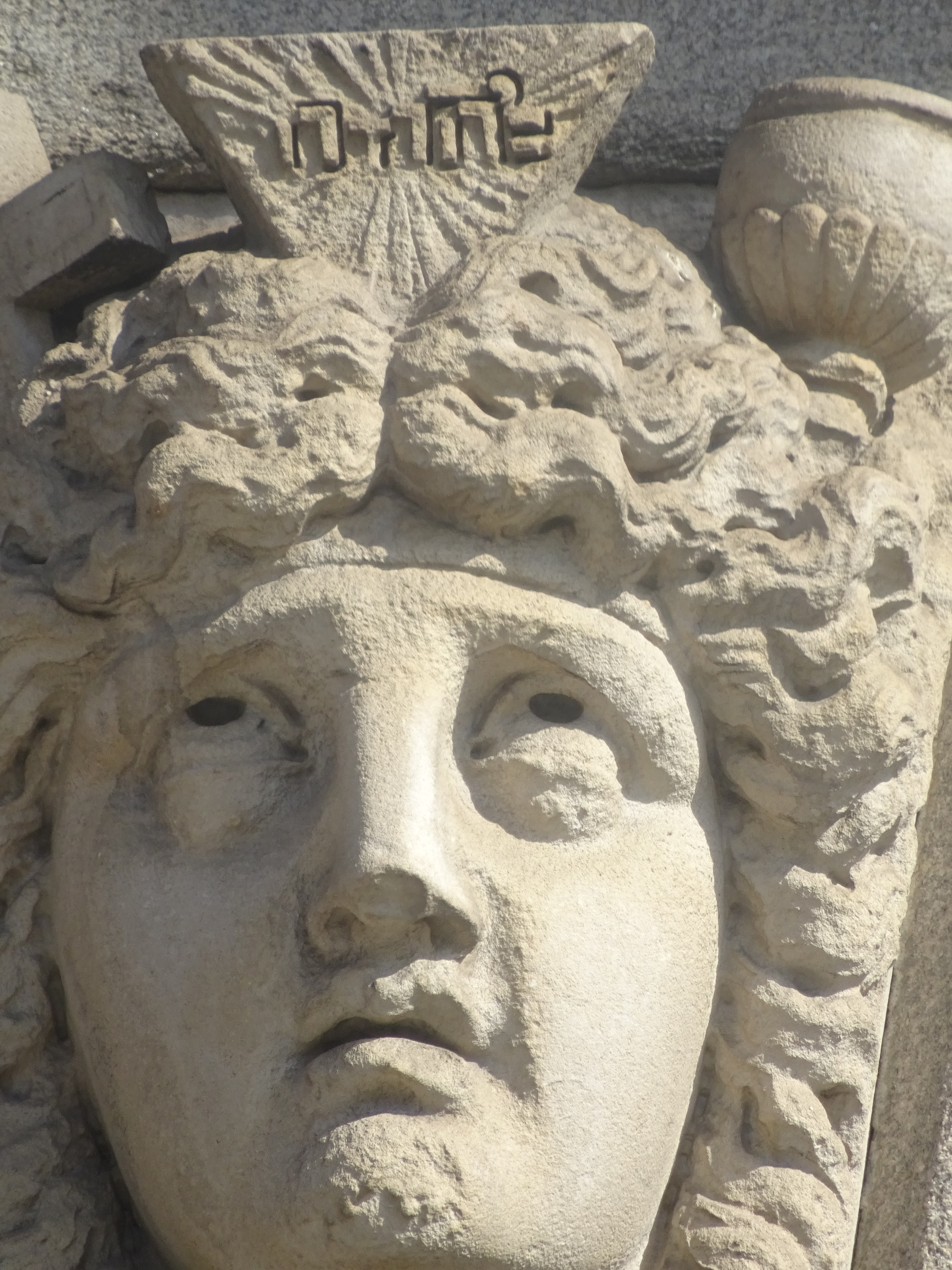
رأس ملاك منحوت مع النص العبري "إلوهيم"، كنيسة القديس جورج، دبلن، أيرلندا.

في حالات قليلة في الترجمة السبعينية اليونانية، تحولت إلوهيم العبرية مع فعل الجمع، أو مع سياق الجمع الضمني، إما إلى "angeloi" (الملائكة) أو إلى to kriterion tou Theou (قضاء الله). ثم دخلت هذه المقاطع أولاً إلى نسخة فولغاتا اللاتينية، ثم نسخة الملك جيمس في صيغتي "الملائكة" و"القضاة"، على التوالي. نتيجةً لذلك، أدرج جيمس سترونج مثلًا "الملائكة" و"القضاة" كمعانٍ محتملة لإلوهيم مع فعل الجمع في قاموسه، وهو ما فعله الكثيرون غيره في أعمالهم منذ القرن السابع عشر الميلادي وحتى القرن العشرين الميلادي. يسرد كل من معجم جيسينيوس العبري ومعجم براون–درايفر–بريجز كلا من "الملائكة" و"القضاة" كمعانٍ بديلة محتملة لإلوهيم مع أفعال الجمع والصفات. وقد شكك جيسينيوس وهينغشتينبيرغ في مصداقية الترجمة السبعينية حول هذا الشأن، حيث أورد جيسينيوس في معجمه هذه المعانى دون أن يتفق معها. وقال هينغشتينبيرغ أن نص الكتاب العبري لم يستخدم إلوهيم أبدًا للإشارة إلى "الملائكة"، لكن مترجمو السبعينية رفضوا الإشارة إلى "آلهة" في الآيات فعدّلوها إلى "ملائكة".
اقتبس العهد الجديد اليوناني في مزمور 8: 3-5 من النص العبري لفظ "ملائكي" ἀγγέλους، نقلًا عن نسخة من الترجمة السبعينية التي ترجمت "إلوهيم" إلى "ملائكي". وفي نسخة الملك جيمس، تُرجمت إلوهيم إلى "ملائكة".
ترجمت نسخة الملك جيمس "إلوهيم" إلى "القضاة" في خروج 21: 6؛ و خروج 22: 8-9؛ وإلى "القاضي" في صموئيل الأول 2: 25، وإلى "الآلهة" في خروج 22: 28، و مزمور 82: 1، 82: 6، و مزمور 95: 3، و مزمور 96: 4، و مزمور 97: 9، و مزمور 138: 1.

### صيغ الجمع الأخرى في العبرية الكتابية
تحتوي اللغة العبرية على عدة أسماء بنهايات "-يم" (جمع مذكر) و"-وث" (جمع مؤنث)، ومع ذلك تأتي مع أفعال وصفات وضمائر مفردة. على سبيل المثال، البعليم في هوشع 2: 17، وأدونيم وبهيموث في أيوب 40: 15. يُعرف هذا النموذج باسم "جمع التعظيم"، حيث يكون الجمع علامة على القوة أو الشرف. هناك كلمة عبرية مفردة شائعة جدًا ذات نهاية جمع هي كلمة "أخوث"، والتي تعني "أخت"، التي تنتهي بنهاية الجمع المؤنث "-وث".
أضف إلى ذلك، هناك العديد من الكلمات الأخرى المستخدمة بشكل متكرر في اللغة العبرية والتي تحتوي على نهاية جمع مذكر، ولكنها تحافظ أيضًا على المعنى المفرد رغم أنها في هيئة الجمع. أبرز تلك الأمثلة: شماييم (שמים بمعنى "سماء")، بانيم (פנים بمعنى "وجه")، خاييم (חיים بمعنى "حياة")، ماييم (מים بمعنى "ماء"). تظهر ثلاثة من هذه الأسماء الأربعة في بداية سفر التكوين،تك 1: 1-2 وفي قصة خلق عدن.تك 2: 4-7 يرتبط الجمع في هذه الكلمات بالتغير المستمر، فالماء والسماء والوجه والحياة هي "أشياء لا ترتبط أبدًا بشكل واحد".

### المجلس الإلهي
ناقش مارتي ستيوسي في كتابه «مقدمة للعهد القديم» ما يلي: «تشير الآية الأولى من المزمور 82 إلى أن إلوهيم اتخذ مكانه في المجلس الإلهي." ارتبطت إلوهيم هنا بفعل مفرد، مما يعني أنها إشار واضحة إلى الله، ولكن في الآية السادسة، يقول الله لأعضاء المجلس الآخرين: "أنتم إلوهيم". هنا إلوهيم (مع الجمع) يجب أن تعني الآلهة.»
أشار مارك سميث إلى المزمور نفسه في كتابه "الله في الترجمة"، قائلًا: «يقدم هذا المزمور مشهدًا للآلهة مجتمعين معًا في مجلس إلهي... يقف إلوهيم في مجلس إيل. وهو بين إلوهيم ينطق بقضائه: ...»

### أبناء الله
الكلمة العبرية التي تعني "ابن" هي "بن"، وتُجمع "بينيم"، وتأتي في الصياغة في الصورة "بِنِي". يتشابه استخدام المصطلح العبري "بني إلوهيم" (أبناء الله أو أبناء الآلهة) الواردة في تكوين 6: 2 مع استخدام مصطلح "بن إيل" (أبناء إيل) في الأساطير الأوغاريتية. يقول كاريل فان دير تورن أنه ترد الإشارات إلى الآلهة مجتمعة في صور "بني إليم"، أو "بني إليون"، أو "بني إلوهيم".

## المصدر الإلوهي

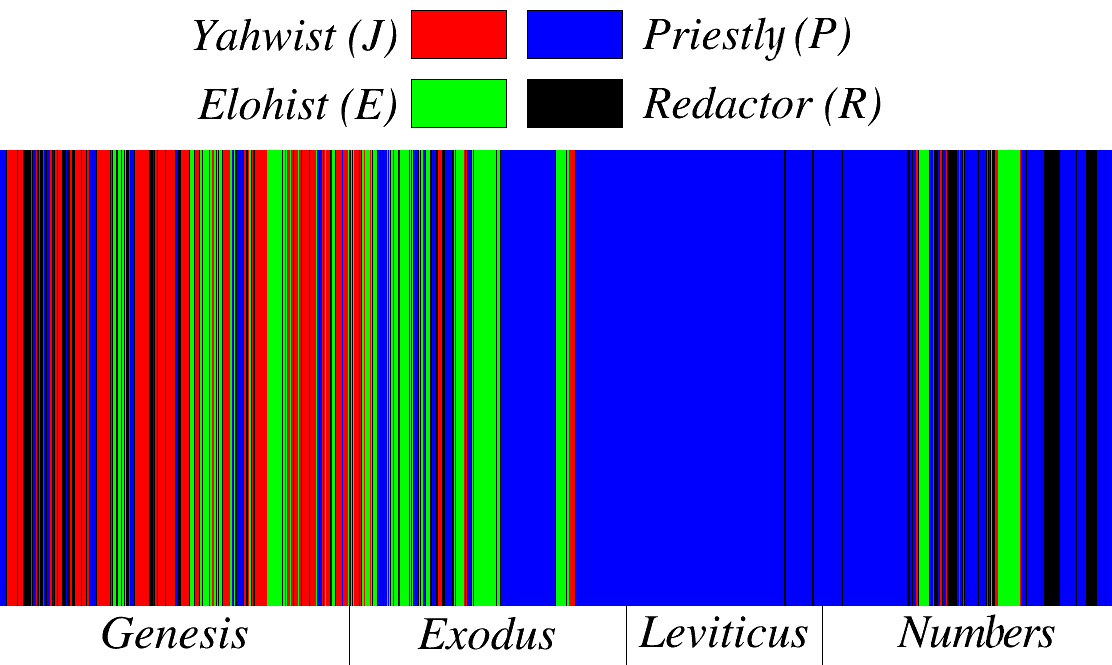
تقسيم ريتشارد فريدمان لآيات الأسفار الأربعة الأولى من الكتاب العبري بحسب المصدر بما في ذلك التنقيح (باللون الأسود)، وفقًا لنظرية الفرضية الوثائقية.

يستخدم الكتاب العبري أسماء مختلفة لإله إسرائيل.:102 وفقًا للفرضية الوثائقية، فإن هذه الاختلافات هي نتاج نصوص وروايات مصدرية مختلفة تشكل تركيبة التوراة، حيث استخدم الاسم إلوهيم كاسم للإله في المصادر الإلوهية (E) والكهنوتية (P)، بينما استخدم الاسم يهوه في المصدر اليهوي (J). يفترض نقد الصياغة أن الاختلافات في الأسماء قد تكون نتيجة للأصول الجغرافية؛ فالمصادر P وE أتت من الشمال وJ من الجنوب.:102 ربما كان هناك نقطة دينية تفسر ذلك، وهي أن الإله لم يكشف عن اسمه "يهوه" قبل زمن موسى، على الرغم من أن هانز شميد أوضح أن المصدر اليهوي كان مطّلعًا على أسفار الأنبياء خلال القرنين السابع والثامن قبل الميلاد.
يصف المصدر اليهوي يهوه بصفات تحمل معنى التجسيم. فمثلًا، هو يمشي في جنة عدن بحثًا عن آدم وحواء. بينما غالباً ما يُقدّم المصدر الإلوهي إلوهيم على أنه بعيد، وغالباً ما يتضمن إشارات إلى وجود الملائكة، كما في نسخة المصدر الإلوهي حول قصة سلم يعقوب، حيث وصف المصدر وجود سلم إلى السحاب، مع ملائكة تصعد ويهبطون، وإلوهيم في الأعلى. أما في نسخة المصدر اليهوي من القصة، يقبع يهوه ببساطة في السماء، فوق السحاب بدون سلم أو ملائكة. ينطبق الأمر كذلك على وصف المصدر الإلوهي مصارعة يعقوب مع ملاك.
ظهرت الفرضية الوثائقية القديمة لأول مرة في أواخر القرن التاسع عشر الميلادي بين علماء الدراسات الكتابية ونقاد النصوص، وزعمت أن الأجزاء اليهوية من التوراة كُتبت في القرن العاشر إلى التاسع قبل الميلاد،:102 بينما كُتبت الأجزاء الإلوهية في القرن التاسع إلى الثامن القرن قبل الميلاد:102 خلال بداية عصر مملكة يهوذا. ولكن، لم تحظ تلك الفرضية بالقبول عالميًا، حيث بدا أن الدراسات الأدبية اللاحقة أظهرت دليلاً على وجود "تنقيح إلوهي" (خلال فترة ما بعد السبي) خلال القرن الخامس قبل الميلاد، مما يجعل من الصعب أحيانًا تحديد ما إذا كان مقطع معين هو "إلوهي" في الأصل أم نتيجة تنقيح لاحق.

## الديانة الكنعانية
كلمة «إيل» (المفردة) هي المصطلح القياسي لكلمة "إله" في الآرامية والعبرية القديمة واللغات السامية الأخرى ذات الصلة بما في ذلك اللغة الأوغاريتية. كان مجمع الآلهة الكنعانية يُعرف باسم "إلهم"، ويقابلها كلمة "إلوهيم" في الأوغاريتية. فمثلًا، تذكر دورة البعل الأوغاريتية "سبعين ابنًا لعشيرة". كان كل "ابن إله" منهم المعبود الأصلي لشعب معين.

## حركة قديسي الأيام الأخيرة
في حركة قديسي الأيام الأخيرة والمورمونية، يشير إلوهيم إلى الله الآب. ويعتقدون أن إلوهيم هو أبو يسوع في العالمين الجسدي والروحي، والذي قيل أن اسمه قبل ولادته هو يهوه.
وفق نظام الاعتقاد الذي تتبناه الكنائس المسيحية التي تلتزم به حركة قديسي الأيام الأخيرة ومعظم طوائف المورمون، بما في ذلك كنيسة يسوع المسيح لقديسي الأيام الأخيرة، يشير مصطلح الإله إلى إلوهيم (الآب الأبدي)، في حين أن الألوهية تعني مجلسًا من ثلاثة آلهة متميزة: إلوهيم (الله الآب)، ويهوه (ابن الله، يسوع المسيح)، الروح القدس في صورة لا ثالوثية. وفي المورمونية، يُعتبر الأشخاص الثلاثة كائنات أو شخصيات منفصلة جسديًا، لكنهم متحدون في الإرادة والهدف؛ يختلف هذا المفهوم بشكل كبير عن الثالوثية المسيحية الرئيسية. وبذلك، يختلف مفهوم مصطلح الألوهية عندهم عن مفهومه في المعتقد المسيحي السائد. يمثل هذا الوصف للإله عقيدة كنيسة يسوع المسيح لقديسي الأيام الأخيرة، التي تأسست في أوائل القرن التاسع عشر الميلادي.
يُعد سفر أبراهام نصًا مقدسًا مقبول من قبل بعض فروع حركة قديسي اليوم الأخير، وهو يحتوي على إعادة صياغة للأصحاح الأول من سفر التكوين تُرجم فيه بوضوح مصطلح إلوهيم إلى "الآلهة" عدة مرات؛ حدث ذلك بمقترح من الرسول المورموني جيمس إدوارد تالماج للإشارة إلى "تعدد العظمة أو القوى، بدلاً من التمييز العددي"، على النقيض من ذلك فسّر معاصره الرسول أورسون ويتني أنه في الوقت الذي فيه بالنسبة إلى "اليهودي الحديث [إلوهيم] تعني جمع تعظيم، وليس جمع عددي... بالنسبة لقديسي الأيام الأخيرة فهو يعني كليهما."

## الرائيلية
زعمت الحركة الدينية الجديدة ودين الأجسام الطائرة المجهولة المعروف بالحركة الرايليانية الدولية والتي أسسها الصحفي الفرنسي كلود فوريلون (الذي أصبح يعرف فيما بعد باسم "رائيل") سنة 1974م، أن الكلمة العبرية إلوهيم الواردة في سفر التكوين تعني في الحقيقة "أولئك الذين جاءوا من السماء"، وتشير إلى نوع من الكائنات الفضائية من خارج كوكب الأرض.

## الغنوصية
في سفر يوحنا المنحول الغنوصي، فإن ألوهيم هو اسم آخر لهابيل ابن حواء ويالدابعوث، وهو المتحكم في عنصري الماء والأرض، مع أخيه قايين الذي يُنظر إليه على أنه يهوه والذي يحكم عنصري النار والريح. ومع ذلك، اقترح المعلم جاستن الغنوصي الذي عاش في القرن الثاني الميلادي، وجود نظامًا كونيًا يتحكم فيه ثلاثة آلهة أصلية. الأول هو كائن متعالي يسمى الخير، والثاني هو إلوهيم، الذي يظهر هنا كشخصية ذكورية وسيطة، والثالث هو الأرض-الأم المسمّاة عدن. خُلق العالم والبشر الأوائل من الحب بين إلوهيم وعدن، ولكن عندما يعلم إلوهيم بوجود الخير فوقه، صعد محاولًا الوصول إليه، فتسبب في دخول الشر إلى الكون.